# Take My Tip
Take My Tip è un film del 1937 diretto da Herbert Mason ed editato da Charles Saunders.

## Trama
Una coppia di aristocratici adotta vari travestimenti per smascherare un truffatore.

## Produzione
Il film fu prodotto dalla Gaumont British Picture Corporation.
Venne girato nei Gainsborough Studios, Shepherd's Bush di Londra.
Le coreografie del film furono affidate a Philip Buchel e a Scott Courtney.

## Distribuzione
Distribuito dalla General Film Distributors (GFD), fu presentato a Londra il 7 maggio 1937.